# René Bourgeois
René Jean Marie Bourgeois (Villers-la-Loue (Meix-devant-Virton), 21 september 1910 - Sint-Joost-ten-Node, 23 juli 1995) was een Belgisch senator.

## Levensloop
Bourgeois werd leraar aan het Koninklijk Atheneum van Koekelberg en vervolgens prefect. Hij werd lid van de Association wallonne du personnel des services publics (AWPSP).
Vanaf 1956 sprak hij zich uit tegen de tweetaligheid van de personen, enkel de tweetaligheid van de diensten aanvaardend, in evenredigheid met de behandelde zaken. In 1963 nam hij deel aan het Congres van de Action wallonne in Namen en hij deed er voorstellen om in de scholen stakingen te organiseren met als doel de boycot van de lessen Nederlands.
Hij nam deel aan de stichting in 1964 van het Front démocratique des francophones (FDF). Hij werd aangeduid om namens de partij deel te nemen aan de werkzaamheden van het Centrum Harmel.
Voor het FDF zetelde hij van 1968 tot 1977 als rechtstreeks gekozen senator voor het arrondissement Brussel in de Belgische Senaat. Hij was hierdoor vanaf 1971 ook lid van het Cultuurraad voor de Franse Cultuurgemeenschap. Hij diende heel wat voorstellen van decreet in, onder meer over de keuzevrijheid voor het aanleren van een tweede taal.
Hij beriep zich, zoals hij verklaarde, als inspiratiebronnen op het werk van Jules Destrée en Charles Plisnier. Hij was voorstander van de terugkeer van de Voerstreek naar de provincie Luik.